# سرقت دستمزد

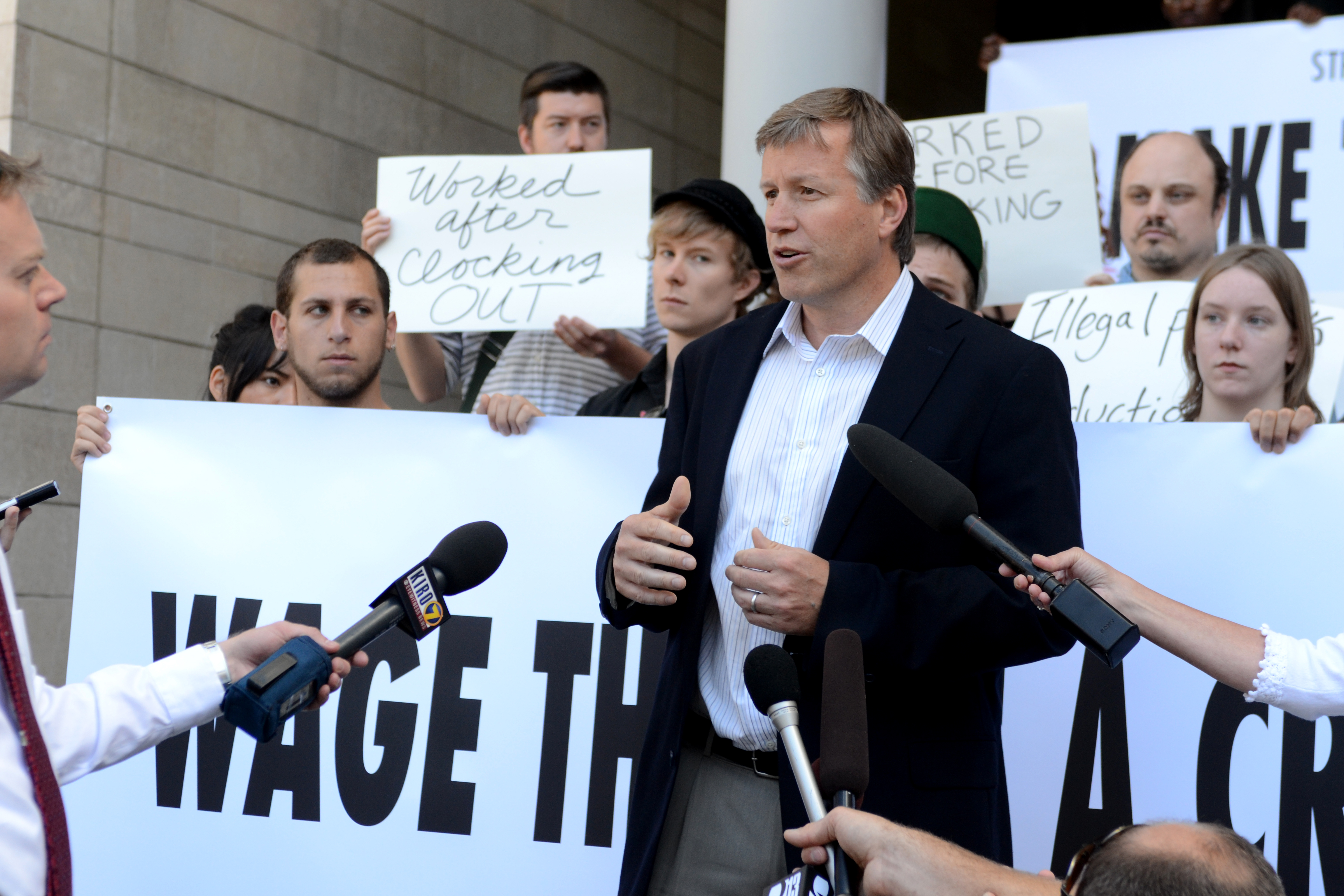
سرقت دستمزد انکار مزایای کارمندان است. این کار توسط کارفرمایان به روش‌های مختلفی انجام می‌شود.

سرقت دستمزد انکار بدهکاری دستمزد یا مزایای کارمندان است. این کار توسط کارفرمایان به روش‌های مختلفی انجام می‌شود، از جمله عدم پرداخت دستمزد اضافه‌کار، نقض قوانین حداقل دستمزد؛ طبقه‌بندی کارمند به عنوان پیمانکار مستقل، کسر غیرقانونی در پرداخت؛ وادار کردن کارمندان به کار خارج از ساعات کاری یا پرداخت نکردن دستمزد یک کارمند.
طبق بعضی از مطالعات، سرقت دستمزد در ایالات متحده، به خصوص در مورد کارگران مهاجر قانونی یا کارگران مهاجر گزارش نشده، که حقوق پایینی دارند، رایج است. مؤسسه سیاست اقتصادی در سال ۲۰۱۴ گزارش داد که نتایج به دست آمده از نظرسنجی‌ها نشان می‌دهد که سرقت دستمزد برای کارگران آمریکایی میلیاردها دلار در سال هزینه دارد. این در حالی است که در قانون استاندارد و عادلانه کار در سال ۱۹۳۸ تضمین شده بود بعضی از قوانینی که با سرقت دستمزد نقض شدند، اجرا می‌شوند.

## انواع

### اضافه کار
سرقت دستمزد در برابر جرم‌های دیگر (سرقت، دزدی، دستبرد و سرقت خودکار) در ایالات متحده از نظر خسارت سالانه، به میلیارد دلار:
طبق قوانین FLSA، مگر در حالت‌های معافیت، کارمندها حق دارند دستمزد اضافه کاریشان در کمترین زمان شده و یک بار در میان (در بین پرداخت‌های مربوط به تمام ساعت‌های کاری ۴۰ ساعت گذشته در یک هفته) به ان‌ها پرداخت شود. بعضی از معافیت‌های مربوط به این قانون، برای نمایندگی‌های خدمات عمومی یا کارمندانی است که مطابق با وظایف شغلیشان، همراه با حقوقی که کمتر از ۴۵۵ دلار در هفته نیست، با التزامات معینی مواجه می‌شوند. با وجود مقررات موجود، امروزه بسیاری از کارمندان برای ساعت‌های اضافه کاریشان بحقوق اضافه ای دریافت نمی‌کنند.
مطالعه ای در ایالات متحده، که در سال ۲۰۰۹ و در ارتباط با کارگران انجام شد، نشان داد که در ۱۲ شغل، بیش از نیمی از کارگران مورد بررسی، حقوق اضافه کاریشان را دریافت نمی‌کردند: مراقبت از کودک (۹۰٫۲ درصد از افراد حقوق اضافه کاریشان را نمی‌گرفتند)، سهامداران و کارمندان اداری (۸۶ درصد)، مراقبت‌های بهداشتی در منزل (۸۲٫۷ درصد)، زیبایی و خشک‌شویی و تعمیر کاران عمومی (۸۱٫۹ درصد)، کارگران شستشوی ماشین و کارگران پارکینگ (۷۷٫۹ درصد)، پیشخدمت‌ها، کارگران کافه تریا و متصدیان بار (۷۷٫۹ درصد)، فروشندگان خرده فروشی (۷۶٫۲ درصد)، سرایدارها و کارگرهای روی زمین (۷۱٫۲ درصد)، کارگران صنعت پوشاک (۶۹٫۹ درصد)، آشپزها و ظرفشوها (۶۷٫۸ درصد)، کارگران ساختمانی (۶۶٫۱ درصد) و صندوقدارها (۵۸٫۸ درصد).

#### حداقل دستمزد
در سال ۲۰۰۹، اصلاحات اقتصادی حداقل دستمزد جدید فدرال ایالات متحده را ۷٫۲۵ دلار تعیین کرد. بعضی ایالت‌ها قوانینی دارند که طبق ان خودشان حداقل دستمزد ایالتی را تعیین می‌کنند. زمانی که هم حداقل حقوق فدرال و هم حداقل حقوق ایالتی برای فرد قابل اعمال باشد، کارمند این حق را دارد که از استاندارد بالاتر استفاده کند. برای کارمندان شاغل، کارفرماها فقط باید خسارت ۲٫۱۳ دلاری در ساعت کار را جبران می‌کردند، تا جایی که دستمزد ثابت و انعام‌های اضافه شده به اندازهٔ دستمزد فدرال یا بالاتر از ان باشد.
سازمان دستمزد و ساعت (WHD) شرکت‌ها را مجبور می‌کند که قانون حداقل دستمزد را اجرا کنند. معمولاً WHD سالانه با ۲۵۰۰۰ نفر در سال در رابطه با نگرانی و نقض قانون حداقل دستمزد تماس گرفته می‌شود. شکل متداول سرقت دستمزد برای کارمندان شاغل، عدم دریافت دستمزد استاندارد (۲٫۱۳ دلار در ساعت) و انعام است.

##### سوء استفاده
سوء استفاده از کارکنان تخلفی است که باعث می‌شود کارمندان نسبت به انواع دیگر سرقت دستمزد بسیار آسیب‌پذیر باشند. طبق مطالعات FLSA، از مزایای خاص پیمانکاران مستقل مانند کارمند محافظت نمی‌شود. تفاوت بین این دو طبقه‌بندی به ماندگاری شغل، فرصت سود و زیان، میزان خود اشتغالی کارگر به همراه میزان کنترل آن‌ها بستگی دارد. یک پیمانکار مستقل حق دریافت حداقل دستمزد، اضافه کار، بیمه، حمایت یا بقیه حقوق کارمندانی را ندارد. بعضی اوقات تلاش می‌شود کارمندان عادی به عنوان پیمانکار مستقل جا زده شوند.
در ایالات متحده سوء استفاده از کارمندان بسیار گسترده شده‌است. به عنوان مثال، در ایالت نیویورک، یک مطالعه در سال ۲۰۰۷ نشان داد که سالانه تقریباً از ۷۰۴٬۷۸۵ کارگر یا از ۱۰٫۳٪ از نیروی کار بخش خصوصی ایالت، سوء استفاده می‌شود. برای صنایع بررسی شده در این مطالعه، متوسط دستمزدهای مشمول مالیات بر بیمه بیکاری کارگران گزارش نشده، به‌طور متوسط ۴٫۳ میلیارد دلار در سال بود، در حالی که در واقعیت تنها ۱۷۶ میلیون دلار برای ان‌ها حق بیمه رد می‌شد.

###### کسری حقوق غیرقانونی
کارمندان از طریق کسری حقوق غیرقانونی در معرض سرقت دستمزد قرار دارند. کارفرمایان از تخلفات بی‌اهمیت و گاه ساختگی در محیط کار برای تأیید این کسری‌ها استفاده می‌کنند. هر کسری حقوقی که باعث شود کارمند به سطح حقوقی کمتر از حداقل دستمزد برسد، غیرقانونی است. در بسیاری از ایالت‌ها، کارفرمایان موظفند اسناد و مدارک مربوط به کسری حقوق کارمندان را همراه درآمدها صادر کنند. این اسناد عموماً در مکان‌های کاری صادر نمی‌شود که در ان‌ها دستمزد کارمندان سرقت می‌شود.
سرقت کامل دستمزد
آشکارترین شکل سرقت دستمزد مربوط به کارمندی است که برای کاری که انجام داده، هیچ دستمزدی دریافت نمی‌کند. از یک کارمند خواسته می‌شود که اضافه کاری کار کند، در ساعت‌های استراحت کار کند، یا از او خواسته شده‌است که صبح زود گزارشش را تحویل بدهد یا دیرتر محل کارش را ترک کند، اگر برای این کارها به او حقوقی پرداخت نشود، او در معرض سرقت دستمزد قرار گرفته‌است. کارفرمایان گاهی اوقات این کاراشان را با یک وعده غذایی توجیه می‌کنند، حتی بدون این که تضمین کنند زمان استراحت و غذا وجود خواهد داشت. در شدیدترین موارد، کارکنان گزارش می‌دهند که هیچ پولی دریافت نمی‌کنند. در برخی موارد، وضعیت حقوقی کارگران می‌تواند باعث شود که کارفرمایان بدون ترس از عواقب کارشان، حقوقشان را به آن‌ها پرداخت نکنند.
انواع دیگر
کارفرماها معمولاً به کارگران آسیب دیده فشار می‌آورند که جبران خسارتشان را دریافت نکنند و غالباً هم موفق می‌شوند. اگر کارمندان بخواهند شکایت کنند یا به دنبال جبران خسارتشان باشند، کارفرماها تهدیدشان می‌کنند که ان‌ها اخراج می‌کنند یا با خدمات مهاجرت تماس می‌گیرند. کارگران غالباً مرخصی سالانه یا مرخصی‌های مربوط به تعطیلات را دریافت نمی‌کنند و غالباً برای مرخصی دوران مریضی یا مرخصی مربوط به تعطیلاتشان به ان‌ها حقوقی داده نمی‌شود.
در استرالیا، شکل دیگری از سرقت دستمزد این است که کارفرمایان حداقل سهم اجباری کارمندان را به صندوق بازنشستگی کارمندان پرداخت نمی‌کنند. بین سال‌های ۲۰۰۹ تا ۲۰۱۳، اداره امور مالیاتی استرالیا متوجه شد ۱٫۳ میلیارد دلار از حقوق بازنشستگی پرداخت نشده‌است. این مبلغ تنها بخش کوچکی از کل هزینه‌های پرداخت نشده بود.

## میزان شیوع سرقت از دستمزد
یک مطالعه در سال ۲۰۰۹ بر اساس مصاحبه با بیش از ۴۰۰۰ کارگر دستمزد پایین در شیکاگو، لس آنجلس و شهر نیویورک انجام شد که نشان می‌داد سرقت دستمزد کارگران دستمزد پایین در شهرهای بزرگ ایالات متحده به شدت گسترده شده‌است. حوادث با نوع شغل و کارمند متفاوت بود. طبق نتایج این مطالعه شصت و هشت درصد از کارگران بررسی شده حداقل یک تخلف مربوط به پرداخت حقوق را در هفته قبل از بررسی، تجربه کرده‌اند. به‌طور متوسط کارگران این سه شهر سالانه به خاطر تخلفات محل کارشان، سالانه ۲٬۶۳۴ دلار از دست دادند، از درآمد متوسط ۱۷٫۶۱۶ دلاری خارج شدند، چرا که به پانزده درصد از درآمد و حقوق ان‌ها سرق می‌شد. براساس این آمار، کارگران کم دستمزد در شیکاگو، لس آنجلس و شهر نیویورک به دلیل نقض قوانین شغلی و کاری بیش از ۲٫۹ میلیارد دلار از دست داده بودند. در سطح ملی تخمین زده می‌شود که سالانه حداقل ۱۹ میلیارد دلار اضافه کار پرداخت نمی‌شود و در کل ۴۰ تا ۶۰ میلیارد دلار سالانه به خاطر انواع شکل‌های سرقت دستمزد از دست می‌رود. این در حالی است که در سال ۲۰۱۲ در سطح کشور ۳۴۰ میلیون دلار به دلیل سرقت، ۴٫۱ میلیارد دلار به دلیل دزدی، ۵٫۳ میلیارد دلار به دلیل دستبرد و ۳٫۸ میلیارد دلار به دلیل سرقت خودکار از دست رفته‌است.
نرخ تخلفات محل کار در ایالات متحده (۲۰۰۸)
| تخلف | درصد از تمام کارگران بررسی شده | درصد از کارگرانی که در خطر تخلف هستند |
| تخلف حداقل حقوق | ۲۵٫۹                           | ۲۵٫۹                                  |
| تخلف اضافه کار | ۱۹٫۱                           | ۷۶٫۳                                  |
| تخلف ثبت نکردن خروج | ۱۶٫۹                           | ۷۰٫۱                                  |
| تخلف زمان استراحت مربوط به خوردن غذا                                                                                          | ۵۸٫۳                           | ۶۹٫۵                                  |
| کارمندانی که به صورت غیر قانونی از حقوقشان کسر شده بود                                                                        | ۴٫۷                            | ۴۰                                    |
| کارگرانی که انعامشان توسط کارفرما یا سرپرست دزدیده شده بود                                                                    | ۱٫۶                            | ۱۲٫۲                                  |
| |                                |                                       |
| • این تخلف‌ها در هفته قبل از بررسی برای کارگران رخ داده‌است • این نتایج براساس نظرسنجی از ۴۳۸۷ کارگر کم دستمزد به دست آمده است. |                                |                                       |

### کارگرانی که در معرض خطر هستند
مطالعات نشان می‌دهد که نرخ تخلفات مربوط به سرقت دستمزد در بازارهایی رو به افزایش است که در ان‌ها زنان و کارگران خارجی استخدام می‌شوند. در میان کارگران خارجی، کارگران زن در معرض خطر بیشتری برای سرقت دستمزد نسبت به همتایان مرد خود بودند. کارگران بدون مدرک یا مهاجران غیرمجاز در بالاترین سطح خطر قرار داشتند. ثابت شده‌است که داشتن تحصیلات و اشتغال زایی طولانی‌تر و داشتن مهارت صحبت کردن به زبان انگلیسی، تأثیر مثبتی خواهد داشت. این سه متغیر احتمال سرقت دستمزد را در جمعیت مزبور کم می‌کنند. اداره‌هایی که پاداش‌ها و غرامت‌ها به صورت هفتگی یا به صورت نقدی پرداخت می‌شد، نرخ سرقت دستمزد بالاتر بود. در کسب و کارهای کوچکتر با کمتر از ۱۰۰ کارمند نسبت به کسب و کارهای بزرگتر نرخ تخلف بیشتر بود. در یک مطالعه، صنایع تولیدی، خدمات تعمیری و اشتغال در منزل شخصی بیشترین خطر تخلف در محیط کار را داشتند. مراقبت‌های بهداشتی، آموزش و ساخت و ساز در منزل کمترین میزان سرقت دستمزد را داشتند. رستوران‌ها، فروشگاه‌های مواد غذایی، خرده فروشی و انبارداری در میانه بودند.

#### نمونه‌های معاصر
در نوامبر ۲۰۱۱، کارگرها انبار به کارمندان انبار وال مارت کمک کردند که برای چهارمین بار در دادگاه علیه شرکت‌هایی که این کارگرها را استخدام می‌کردند؛ طرح دعوی کنند. بدون اینکه وال مارت متهم مستقیم باشد، این استدلال مطرح شد که وال مارت این فرهنگ را در بین شرکت‌هایی که با آن‌ها کار می‌کند ایجاد کرده‌است. اولین دادخواست در سال ۲۰۰۹ تشکیل شد. کارگران معتقدند که نگه داری سوابق ضعیف و قول‌های شکسته شده باعث شده که کارگران کمتر از حداقل دستمزد حقوق بگیرند. والمارت درحالی که به کارگران قول داده بود حقوق مرخصی تعطیلاتشان را می‌پردازد، بعد از انعقاد قرارداد زیر قولش زد. در گزارشی که در تاریخ ۲۶ نوامبر ۲۰۱۱ منتشر شد، در شرکتی در ساحل پالم بیچ، افرادی که عضو سازمان PEACE (افراد درگیر فعالیت‌های فعالانه در اجتماع) بودند، کارت پستال‌هایی را برای هیئت رئیسه به عنوان نوعی اعتراض ارسال کردند. فدراسیون خرده فروشی فلوریدا به تازگی لایحه ای را برای جلوگیری از سرقت دستمزد در سطح کشورشان پیشنهاد کرده بود، که هدف از آن ایجاد سیستمی بود که بتواند تحقیقات و پردازش گزارش‌های مربوط به سرقت دستمزدها را سریع تر کند.
مطالعه ای در سال ۲۰۱۲ که توسط پروژه سیاست گذاری آیووا به دست آمده بود، نشان داد که کارفرمایان متقلب سالانه حدود ۶۰۰ میلیون دلار از دستمزد کارگران آیووا را بدست می‌آورند. سناتور ایالتی تونی بیسیگنانو، که دموکرات و اهل دس موئینز است و نیز سناتور ویلیام دوتزلر، که دموکرات و اهل واترلو در آیووا است، لایحه ای را برای تقویت اجرای قانون دستمزدها در ۲۸ ژانویه ۲۰۱۵ پیشنهاد دادند. ان‌ها گفتند: «از آنجا که قوانین سرقت دستمزد آیووا بسیار ضعیف است، اجرای آن غیرممکن است». انجمن تجارت و صنعت آیووا با این لایحه مخالفت کرد و اعلام کرد که به جای آن باید روی منابع لازم برای اجرا قوانین تمرکز کنیم.
گزارشی که از طرف دانشگاه میدلزکس و مؤسسهٔ اعتماد برای لندن در سال ۲۰۱۷ منتشر شد، نشان داد که حداقل ۲ میلیون کارگر در انگلیس سالانه حدود ۳ میلیارد پوند حقوق و دستمزد تعطیلاتشان را از دست می‌دهند. این پزارش نشان می‌دهد که کارفرمایان از روی عمد برای بیشتر کردن سود خودشان حقوق تعطیلات کارگران را پرداخت نمی‌کنند، دستمزد ان‌ها را نمی‌دهند و حداقل حقوق چند ساعت در هفتهی کارگران را به ان‌ها نمی‌پردازند.

## اجرا

### مستندات
در ایالات متحده، قانون استاندارد منصفانه کار (FLSA) کارفرمایان را مجبور می‌کند که به نگه سوابق دقیق هویت کارگران و ساعات کار تمام کارگران را نگه دارند تا از ان‌ها تحت قوانین حداقل دستمزد فدرال محافظت شود. بیشتر ایالت‌ها کارفرماها را مجبور می‌کنند که هر بار پرداخت حقوق را با جزئیات مربوط به ساعت، دستمزد و کسری‌های آن کارگر، مستندسازی کنند و ان را در اختیار کارگران قرار بدهند. از سپتامبر ۲۰۱۱ آرکانزاس، فلوریدا، لوئیزیانا، می‌سی‌سی‌پی، نبراسکا، داکوتای جنوبی، تنسی و ویرجینیا اجباری بودن این مستندسازی را برداشتند. یک بررسی از سرقت دستمزد کارگران در ایلینویز، نیویورک و کالیفرنیا در سال ۲۰۰۸ نشان داد که ۵۷٪ از کارگران با دستمزد پایین این مستندات لازم را دریافت نمی‌کنند و کارگرانی که به صورت نقدی یا با نرخ هفتگی حقوق ان‌ها پرداخت می‌شود، بیشتر احتمال دارد در معرض سرقت دستمزد قرار بگیرند. شواهد تجربی حاکی از آن است که سرقت انعام، که یک مسئله قانونی پیچیده و متمایز از سرقت دستمزد است و لزوماً تحت کنترل همان قوانین حاکم بر پرداخت دستمزدها نیست، ممکن است در مواردی معمول باشد که نگه داری سوابق با قانون همخوانی ندارد.

#### مجازات و جریمه‌ها
وقتی سازمان دستمزد و ساعت (WHD) گزارش تخلفات را دریافت می‌کند، کاری می‌کند تا کارفرمایان رویه خود را تغییر بدهند و دستمزدهای از دست رفته را به کارمندان پرداخت کنند. متخلفان خودرای می‌توانند در اولین محکومیت خود با حبس روبرو شوند یا تا ۱۰٬۰۰۰ دلار جریمه شوند.
در رابطه با قوانین کار کودکان، یک کارفرما می‌تواند با جریمه نقدی حدود ۱۱۰۰۰ دلار به ازای هر کودک روبرو شود. در سال ۲۰۱۲، این سازمان ۲۸۰ میلیون دلار دستمزد عقب افتادهٔ ۳۰۸٬۰۰۰ کارگر را به آن‌ها برگرداند. از سال ۲۰۱۴، ۱٬۱۰۰ بازپرس فدرال برای ۱۳۵ میلیون کارگر در بیش از ۷ میلیون شغل قرار داده شده‌است. نسبت مامورهای اجرای نیروی کار، برای کارگران ایالات متحده از زمان آغاز کار FLSA از یک نفر برای هر ۱۱۰۰۰ کارگر در سال ۱۹۴۱، به یک نفر برای هر ۱۲۳۰۰۰ کارگر در سال ۲۰۱۴ کاهش یافته‌است.
در فوریه ۲۰۱۰، شهرستان میامی-داد، فلوریدا به اولین قوه قضاییه در آمریکا تبدیل شد که دزدی دستمزد را با آیین‌نامه ای که به اتفاق آراء توسط کمیسیون شهرستان به تصویب رسید، ممنوع اعلام کرد. قبل از حکم، سرقت دستمزد «موج جنایتی» بود که تقریباً هیچ‌کس دربارهٔ آن صحبت نمی‌کند.